# Hackenberg
Le Hackenberg est une colline qui culmine à 347 mètres d'altitude entre Budling et Veckring en Moselle. Elle est connue pour abriter le plus gros ouvrage de la ligne Maginot, l'ouvrage du Hackenberg, un éperon barré et une chapelle, la chapelle du Hackenberg.

## Toponymie
Il existe plusieurs mentions anciennes : Hakenberg (1572), Hackquemberg et Hackenberg (1699), Hachenberg (XVIIIe siècle), Hackeberg (carte Cassini), Hackenberich (1735).

## Histoire
La paroisse de Hackenberg, qui était du diocèse de Trèves (doyenné de Perl), comprenait les villages de Buding, Budling, Veckring, Helling, Elzing et le château de Busbach. C'était exactement la composition de la seigneurie de Busbach, qui portait également le titre de la seigneurie du Hackenberg ; après 1659, elle appartenait au Luxembourg français.

## Protection
Le sommet du Hackenberg est un site classé depuis 1924.